# Wortelkanaalbehandeling

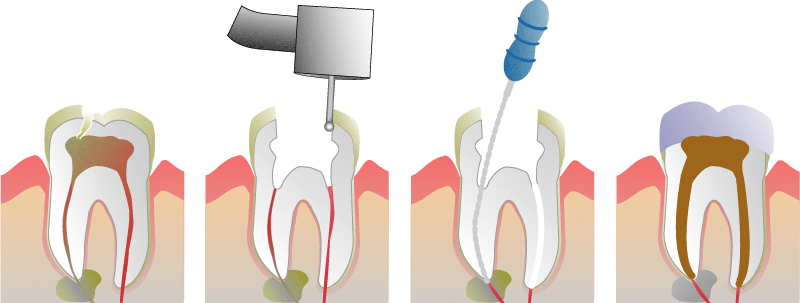
Wortelkanaalbehandeling van een kies

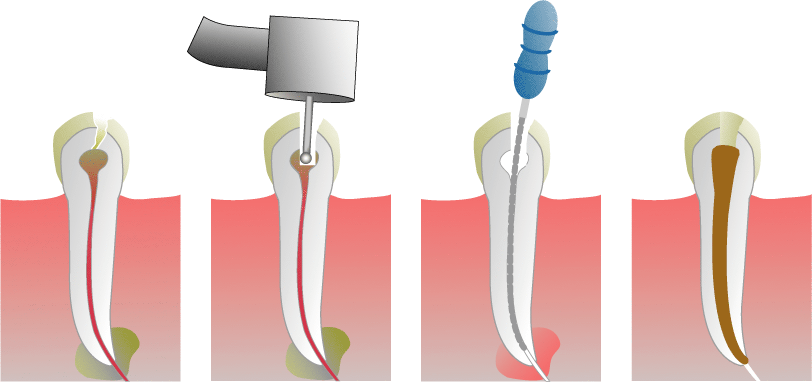
Openen, verbreden en vulling van het kanaal

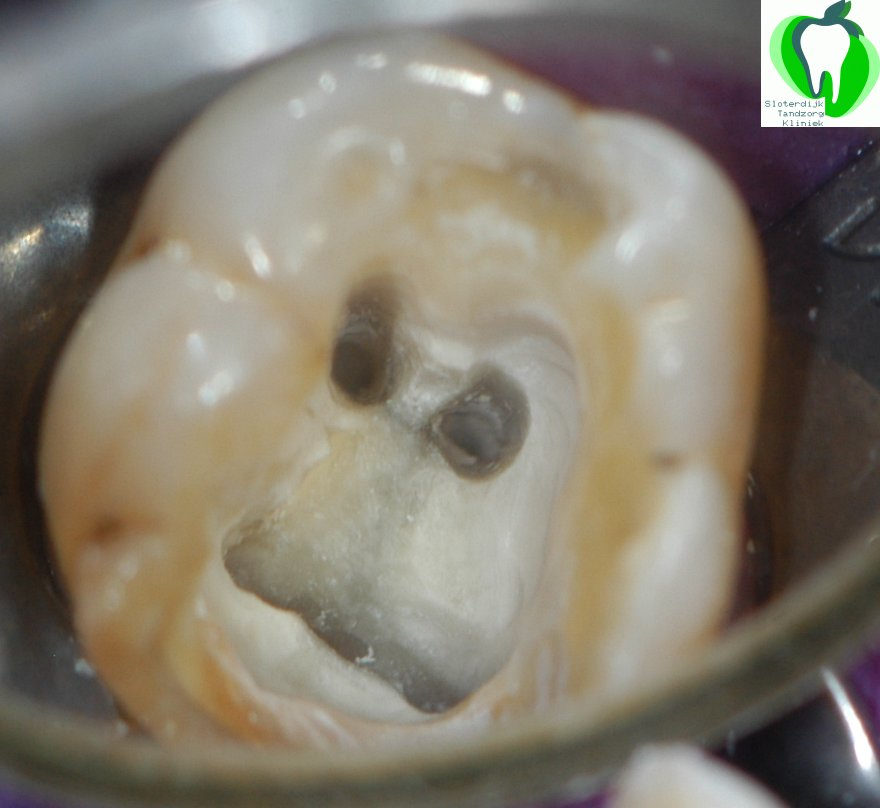
Een vierkanalige geopende ondermolaar

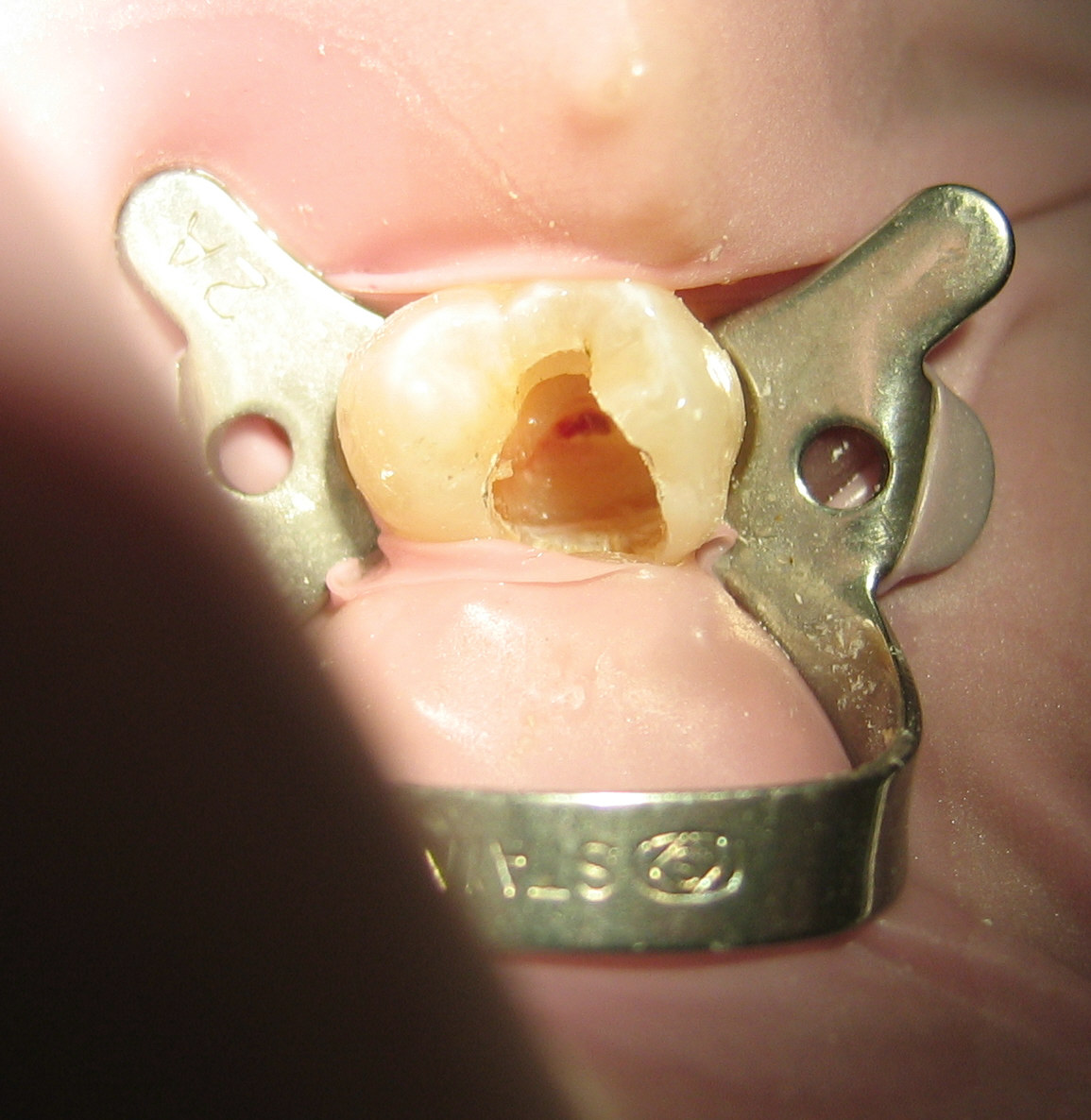
Gebitselement 25, de tweede premolaar linksboven, bij het openleggen van het wortelkanaal

Een wortelkanaalbehandeling, ook wel zenuwbehandeling genoemd, is een tandheelkundige bewerking, waarbij de pulpa (het tandmerg) uit het wortelkanaal van een tand of kies verwijderd wordt en de ontstane ruimte wordt opgevuld. Het gat dat de tandarts heeft moeten maken, wordt daarna gevuld.
Hiervoor wordt ook de term endodontische tandheelkunde of endodontologie gebruikt, de wetenschap die zich bezighoudt met het behandelen van het doorbloede weefsel in het binnenste van de tand, de tandpulpa.

## Indicaties
Er zijn verschillende redenen om een wortelkanaalbehandeling uit te voeren. Hieronder vallen:
- de behandeling van pulpitis of tand-/kiespijn veroorzaakt door cariës, diepe vulling en/of trauma
- de behandeling van necrose (afsterving) van de tandzenuw veroorzaakt door cariës, diepe vulling en/of trauma
- de behandeling van een periapicaal abces
- voorbereiding voor prothetisch herstel van een tand of kies (meestal middels een kroon met stiftopbouw, overkappingsprothese etc.)
- de nabehandeling bij tandreïmplantatie

Een wortelkanaalbehandeling wordt uitgevoerd onder plaatselijke verdoving.

## Materialen en technieken
Het hoofddoel van een wortelkanaalbehandeling is het desinfecteren en hermetisch afsluiten van de wortelkanalen en pulpakamer. Hiervoor zijn allerlei combinaties van preparatietechnieken, vultechnieken en gebruikte materialen mogelijk.
De gebruikte materialen zijn onder andere vijltjes (K-Flex, Hedström e.a.), guttapercha-stiften (als vulmateriaal), en calciumhydroxide (als secundair ontsmettingsmiddel).
Desinfectie van de wortelkanalen is van cruciaal belang, daar achtergebleven bacteriën anders een periapicaal abces kunnen veroorzaken. De meest gebruikte desinfectiemiddelen zijn natriumhypochloriet, chloorhexidine en EDTA. Om betere desinfectie te bewerkstelligen, worden de wortelkanalen wat opengevijld.
De wortelkanalen moeten na volledige desinfectie afgesloten worden. In 2006 werd guttapercha in combinatie met een speciaal tandheelkundig cement het meest gebruikt als vulmateriaal. MTA is een relatief nieuw product dat voor een aantal indicatiegebieden gebruikt wordt.

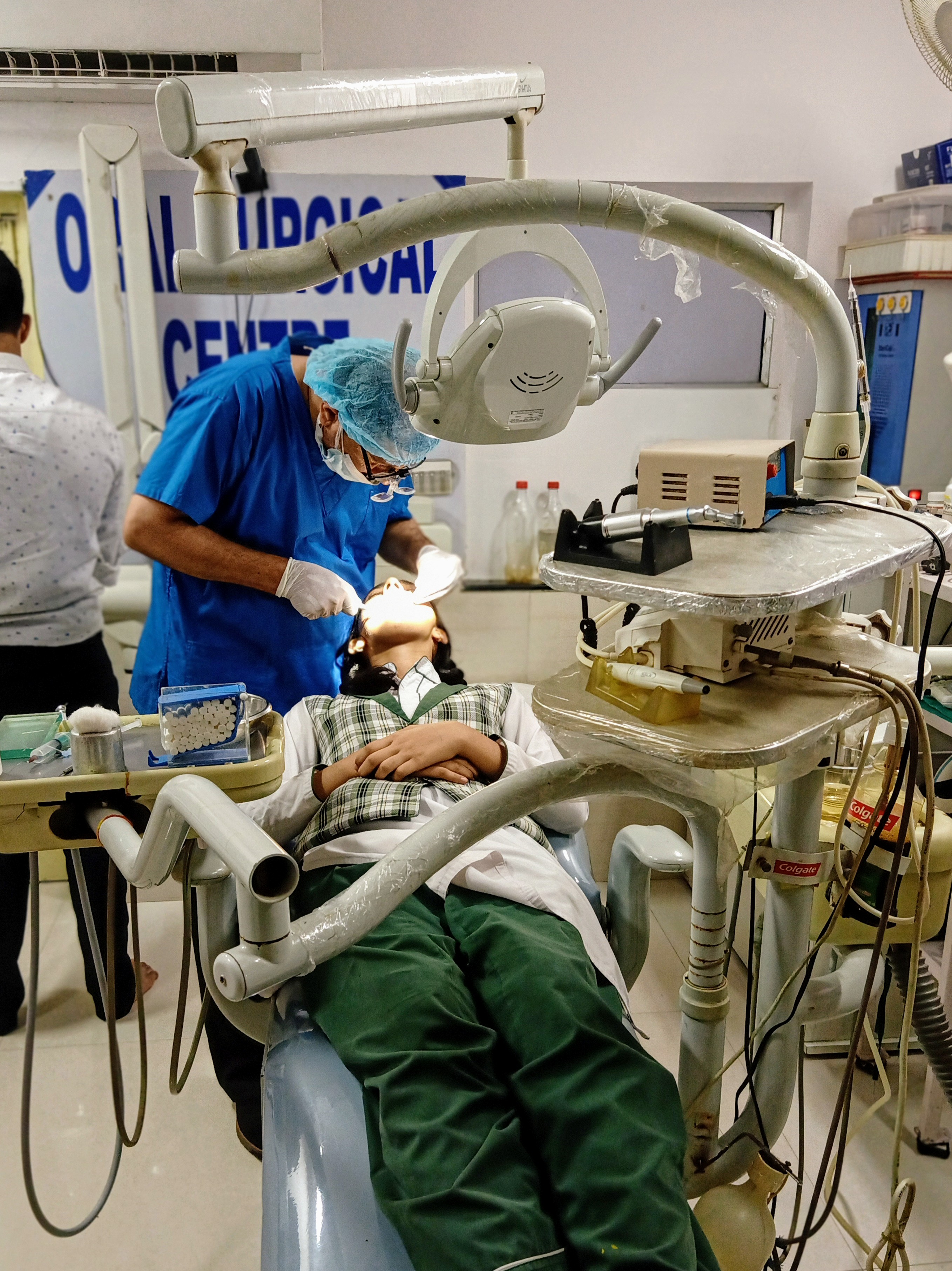
Tandarts bezig met een wortelkanaalbehandeling

## Behandeling
De behandeling begint met het boren van een gat in de tand of kies, waarna het te behandelen gebied wordt afgeschermd met een rubberdam. Hierna wordt het tandmerg (pulpa) verwijderd uit het wortelkanaal met behulp van extirpatienaalden en wordt het kanaal verbreed met vijltjes en gespoeld met desinfectans (veelal natriumhypochloriet (NaOCl), chloorhexidine, EDTA of citroenzuur). 
Deze spoeling is de eigenlijke behandeling: natriumhypochloriet verwijdert immers micro-organismen én fysiek moeilijk bereikbare pulparesten. Rotting van achtergebleven pulparesten wordt hiermee voorkomen. De verwijdering van pulparesten kan verbeterd worden met behulp van sonische en ultrasonische reiniging of verwarming van de oplossing (hetgeen het doden van schimmels zou bevorderen). Hierna kan men ofwel het kanaal direct definitief vullen met guttapercha met een sealer, ofwel tijdelijk vullen met calciumhydroxide om tand of kies en omliggend weefsel te laten herstellen. 
Voor het opvullen van de kanalen zijn verschillende technieken en materialen (met bijvoorbeeld zowel koude als verwarmde guttapercha) ontwikkeld. De grondslag van alle benaderingen is het hermetisch afsluiten van het wortelkanaal om infectie te voorkomen. Hierna moet men ook de tand of kies zelf nog goed opvullen middels een vulling of een kroon. Ook hierbij moet sprake zijn van volledige afsluiting om infectie te voorkomen. 

## Complicaties
Na de behandeling kan er gedurende enkele dagen sprake zijn van napijn, die bestreden kan worden met gewone pijnstillers. In sommige gevallen krijgt men een acute ontsteking (flare-up); behandeling met een pijnstiller is in dat geval niet langer afdoende en er zullen dan vaak antibiotica voorgeschreven moeten worden. Koorts en algehele malaise rechtvaardigen in de regel sowieso het gebruik van antibiotica.
Toegenomen infectierisico wordt gezien bij de breuk van instrumenten in de wortelkanalen, (sterk) verkalkte of gekromde wortelkanalen, of een perforatie (gaatje) in de wortel van de tand of kies. In deze gevallen is effectieve desinfectie lastiger. Indien bacteriën in de wortelkanalen achterblijven, kan dat leiden tot de vorming van een periapicaal abces.
Een wortelkanaalbehandeling is een gecompliceerde tandheelkundige behandeling en kent relatief vaak complicaties. Zo blijkt uit een Belgisch onderzoek dat er na 40,4% van de wortelkanaalbehandelingen een ontsteking aanwezig was.